# Bohumil Sláma
Bohumil Sláma (2. července 1887 České Budějovice – 21. dubna 1961 Praha) byl český architekt. Absolvoval c. k. Českou vysokou školu technickou v Praze, obor architektury a pozemního stavitelství, také studijní cesty po Itálii, Francii, Belgii, Londýně a Německu.
Autor významných projektů, z nichž byly realizovány zejména budova Československého rozhlasu v Praze 2 (1. cena), poštovní budova na Kladně, v Praze Vršovicích a Střešovicích, městské krematorium Nymburk (1924, společně s Bedřichem Feuersteinem), soutěžní návrh na nové divadlo v Praze (1922, ve spolupráci s Bedřichem Feuersteinem), palác Skaut se stejnojmennou pasáží v Praze, kostel Božského Srdce Páně v Hradci Králové (1928–1932), nájemní domy v pražské Slezské ul. čp. 1736–1739 a soutěžní návrh mostu přes Nuselské údolí (1934).

## Stavby
- obecná škola, Roztoky (1919)
- rodinný dům, Českomalínská čp. 424/XIX., Praha – Bubeneč (1920–21)
- obytné domy (s. J. Pelc, V. Vejrych), Slezská čp. 1736–1739/XII., Praha – Vinohrady (1920–21)
- obytný dům, Petrská čp. 1177/II., Praha – Nové Město (1921–22)
- nájemní dům, Puškinovo nám. čp. 494/X/X., Praha – Bubeneč (1922)
- rodinné domy, Střešovická, Sibeliova, Nad hradním vodojemem čp. 461–466/XVIII. Praha – Střešovice (1922–23)
- krematorium (s Bedřichem Feuersteinem), Nymburk (1922–24)
- vila R. Rollanda čp. 546/XIX., Praha – Bubeneč (1923)
- škola Náchod (1927)
- pošta, Sportovní ul. čp. 846/XIII., Praha – Vršovice (1927–33)
- budova Čs. rozhlasu, Vinohradská čp. 1409/XII., Praha – Vinohrady (1927–33)
- palác Skaut, Vodičkova čp. 674/II., Praha – Nové Město (1928–29)
- kostel Božského srdce Páně, Hradec Králové (1928–30)
- pošta, Kladno (1928–30)
- obytný dům, Jana Palacha čp. 1753, Pardubice (1932–33)
- hangáry letiště Ruzyně (s Eduardem Hniličkou, Franzem Hruškou), Praha (1932–37)
- pošta, Parléřova ul. čp. 681/XVIII., Praha – Střešovice (1937–42)
- vlastní chata, Těptín (1937–38)

## Památky
- Ulice Slámova v Opavě

## Galerie

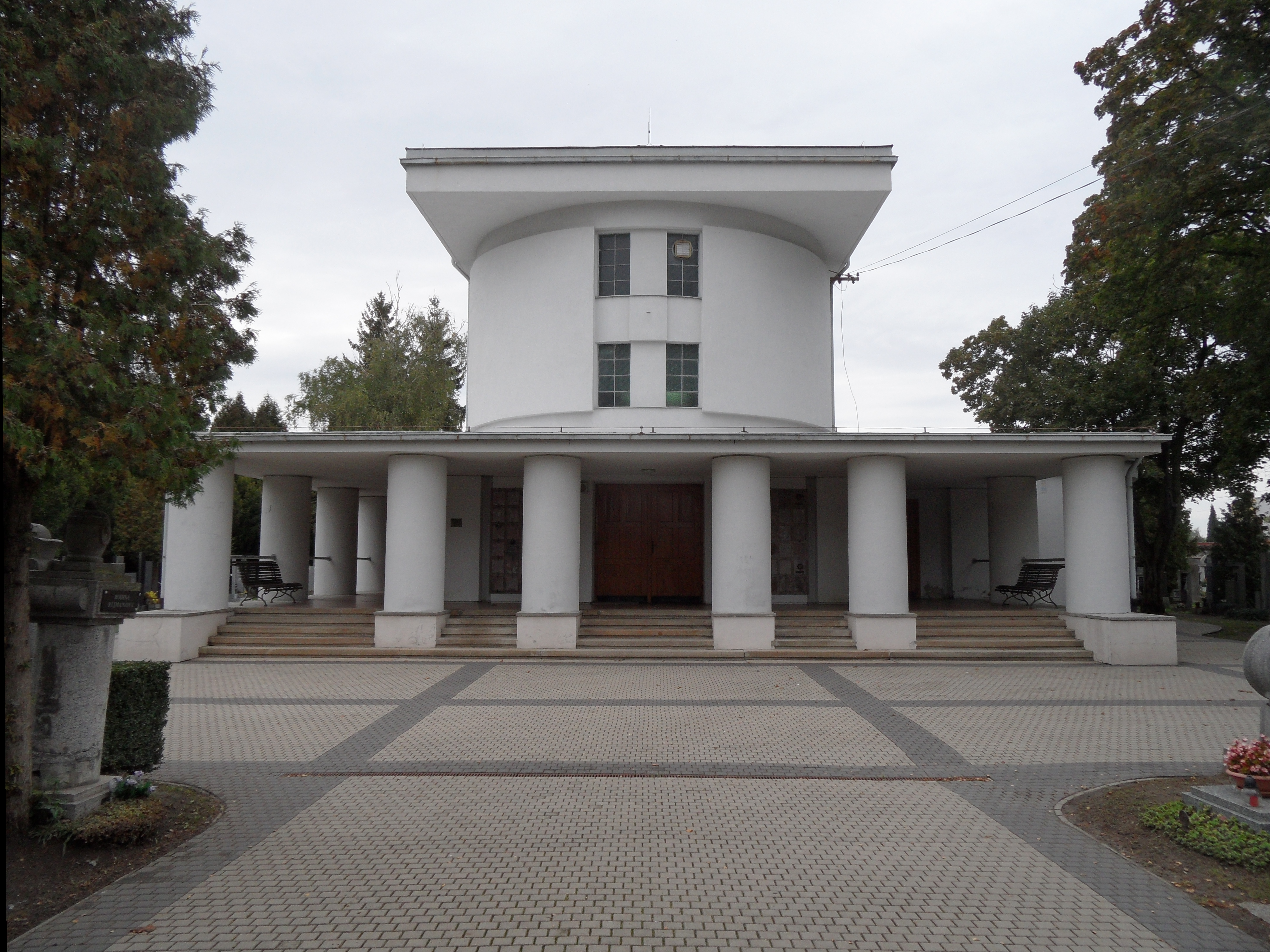
krematorium v Nymburce
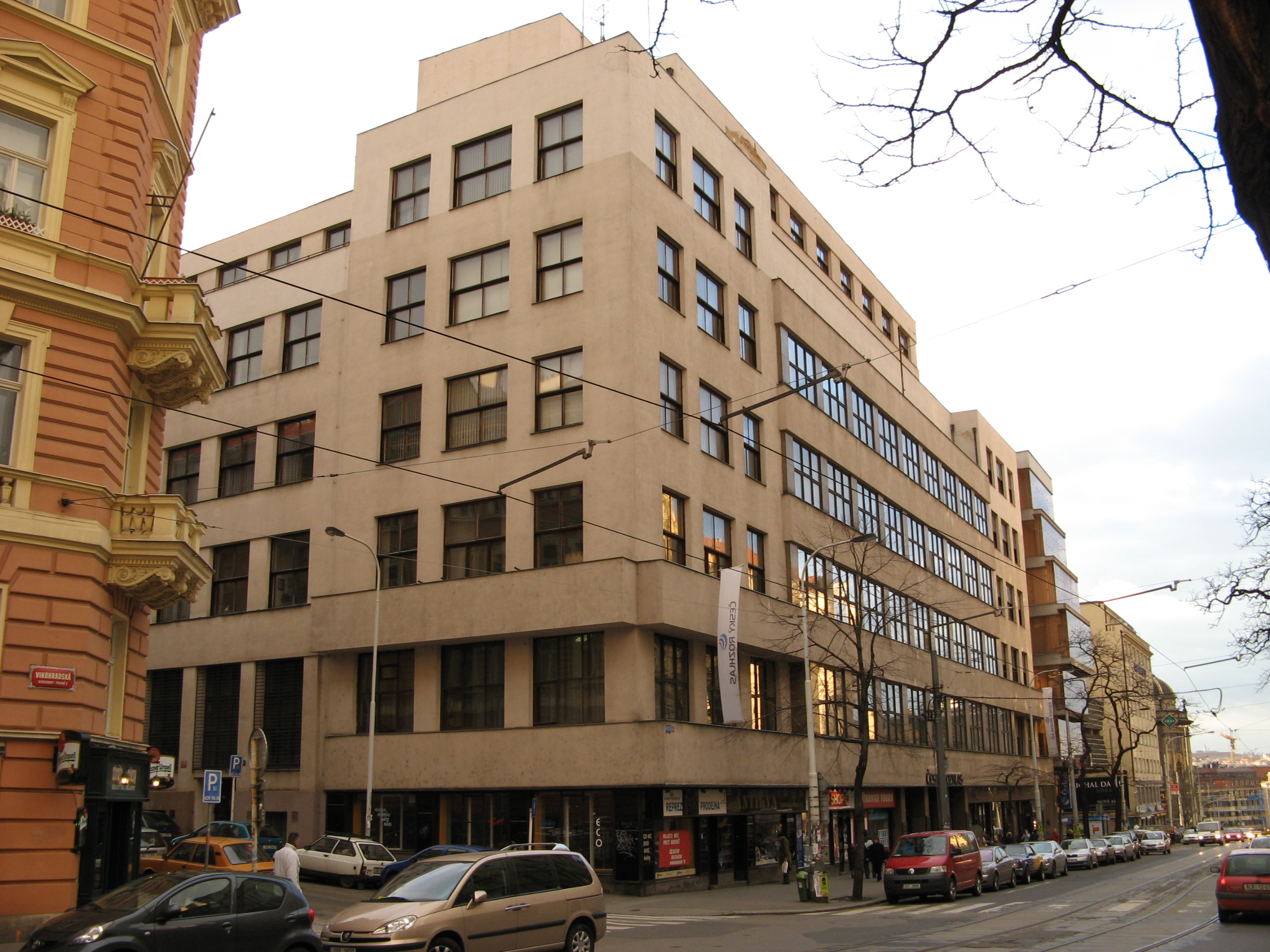
budova Českého rozhlasu v Praze
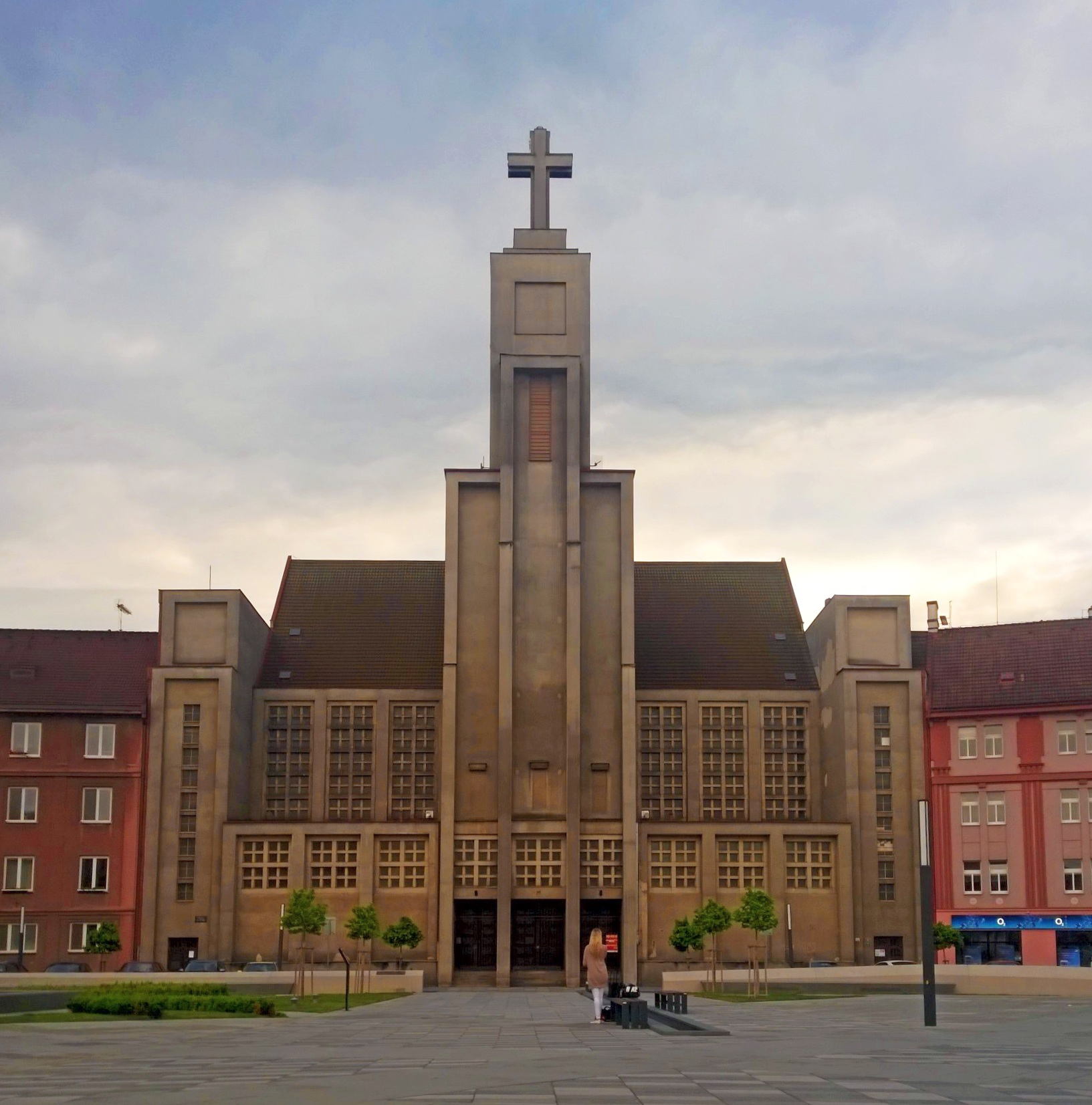
Kostel Božského srdce Páně v Hradci Králové
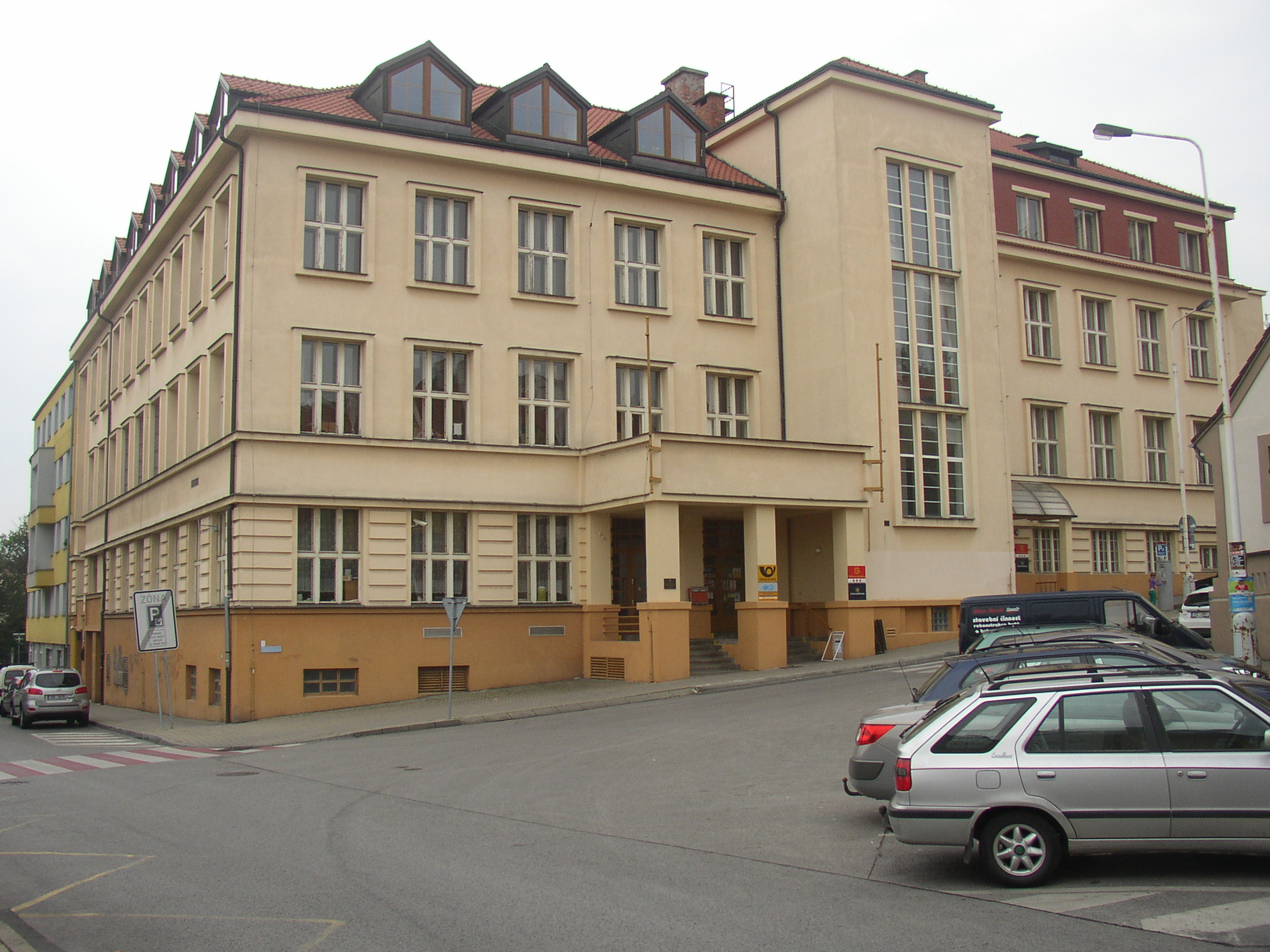
hlavní pošta v Kladně
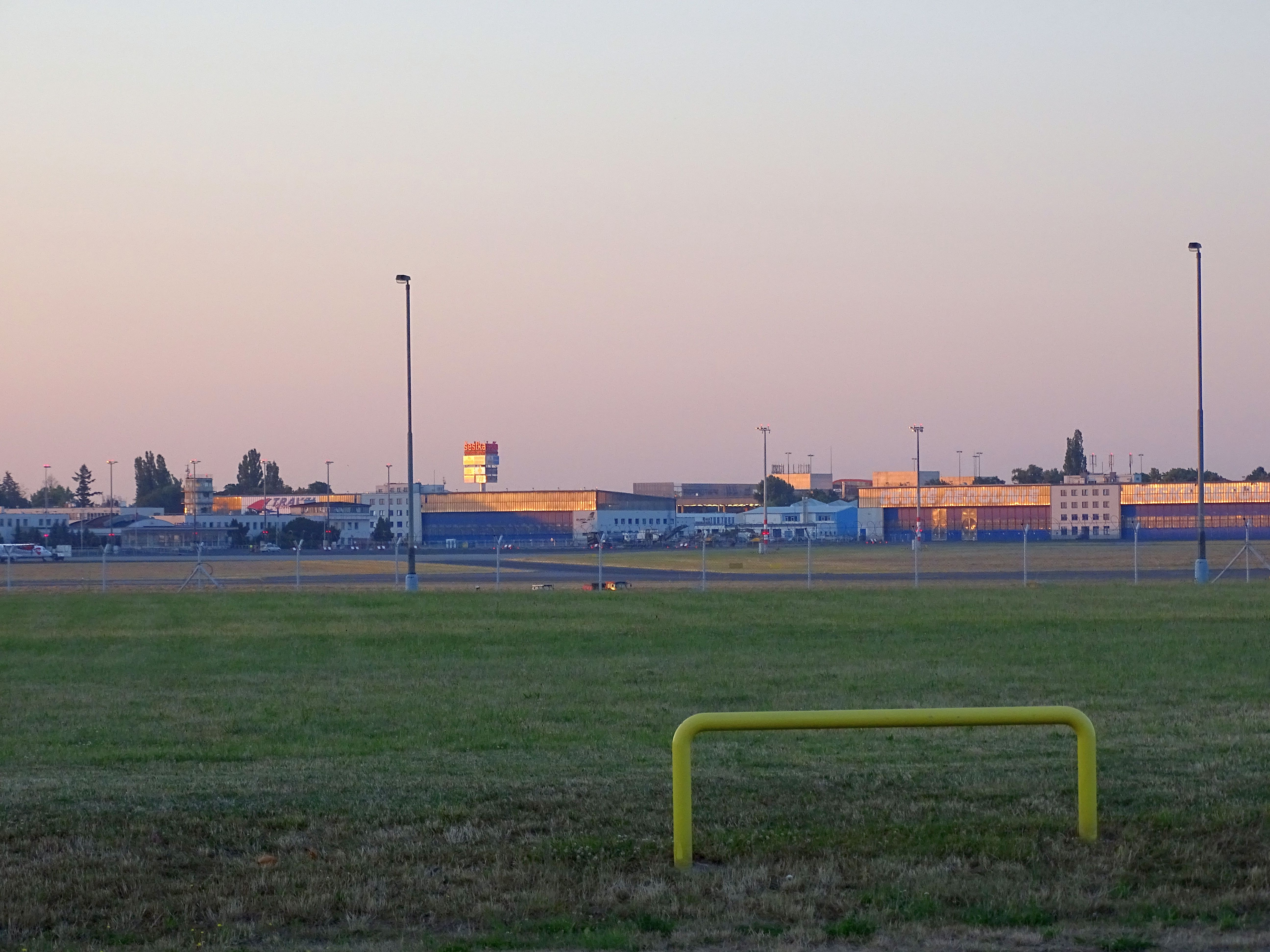
hangáry letiště Ruzyně